# Ali Bujsaim
Ali Mohamed Bujsaim (arabisk: علي محمد بو جسيم, født 9. september 1959) er en tidligere fodbolddommer fra de Forenede Arabiske Emirater.
Bujsaim har dømt i tre VM-slutspil i VM 1994, VM 1998 og VM 2002. I 1994 dømte han bronzefinalen mellem Sverige og Bulgarien, i 1998 dømte han semifinalen mellem Brasilien og Holland og i 2002 dømte han åbningskampen mellem Frankrig og Senegal. Ved, siden af karrieren arbejder han indenfor militæret
Han har også dømt i to gange i Confederations Cup (1995, 2001), en gang i Africa Cup of Nations (2004).

## Karriere

### Kampe
- U/20 VM 1991 (1 kamp)
- Sommer-OL 1992 (3 kampe)
- AFC Asian Cup 1992 (1 kamp)
- African Cup of Nations 1994 (4 kampe)
- VM 1994 (2 kampe)
- Kong Fahd Cup 1995 (2 kampe, samt finalen)
- African Cup of Nations 1996
- AFC Asian Cup 1996 (2 kampe)
- CONCACAF Gold Cup 1998 (2 kampe)
- VM i fodbold 1998 (3 kampe)
- AFC Asian Cup 2000 (3 kampe samt finalen)
- King Hassan II Tournament 2000 (finalen)
- Kong Fahd Cup 2001 (2 kampe, samt finalen)
- African Cup of Nations 2002
- VM 2002 (2 kampe)
- African Cup of Nations 2004

### VM 2002
- Frankrig –  Senegal (gruppespil)
- Sverige –  Argentina (gruppespil)

### VM 1998
- Skotland –  Marokko (gruppespil)
- Frankrig –  Paraguay (gruppespil)
- Brasilien –  Holland (gruppespil)

### VM 1994
- Bulgarien –  Grækenland (gruppespil)
- Sverige –  Bulgarien (gruppespil)

## Kampe med danske hold
- Den 13. januar 1995: Finalen i Confederations Cup 1995: Danmark – Argentina 2-0.